# Bolat Ysqaqow
Bolat Ghasisuly Ysqaqow (kasachisch Болат Ғазизұлы Ысқақов, russisch Болат Газизович Искаков Bolat Gasisowitsch Iskakow, * 9. Februar 1947 in Üschtöbe, Kasachische SSR) ist ein ehemaliger kasachischer Politiker.

## Leben
Bolat Ysqaqow wurde 1947 in Üschtöbe im heutigen Gebiet Almaty geboren. Er absolvierte die Hochschule des Innenministeriums der UdSSR in Karaganda und die Akademie des Ministeriums für Innere Angelegenheiten der UdSSR in Moskau.
Seit August 1974 arbeitete er für den regionalen Rat der Volksdeputierten des Oblast Karaganda. Nachdem er die Akademie des Ministeriums für Innere Angelegenheiten der UdSSR abgeschlossen hatte, kehrte er nach Karaganda zurück und war erneut für den regionalen Rat der Volksdeputierten tätig. Von 1983 bis 1985 war er Leiter der Abteilung für innere Angelegenheiten des Exekutivkomitees der Stadt Schachtinsk und anschließend von 1985 bis 1991 Leiter der Abteilung für innere Angelegenheiten der Stadt Karaganda.
Von Februar bis Dezember 1991 war er Leiter der Abteilung für öffentliche Ordnung des Ministeriums für innere Angelegenheiten der Kasachischen SSR. Nach der Unabhängigkeit Kasachstans bekleidete er von Dezember 1991 bis Oktober 1992 den Posten des stellvertretenden Innenministers. Von Juni bis November 1995 leitete er die Hochschule des kasachischen Innenministeriums in Almaty und anschließend Leiter der staatlichen Untersuchungskommission des Gebietes Almaty und von Januar bis November 1997 des Gebietes Schambyl. Danach war Ysqaqow wieder im Innenministerium tätig. Zwischen 1999 und 2000 war er Kommandant der republikanischen Garde Kasachstans, bevor er im Dezember 2000 zum kasachischen Innenminister ernannt wurde. Diese Position bekleidete er bis zum Januar 2002, bis er von Qajyrbek Süleimenow abgelöst wurde. Im Anschluss daran war er bis April 2006 erneut Kommandant der republikanischen Garde. Am 17. April 2006 wurde Ysqaqow zum kasachischen Botschafter in Belarus und zum ständigen Vertreter Kasachstans bei der Gemeinschaft Unabhängiger Staaten ernannt. Dieses Amt übte er bis November 2008 aus.